# Аль-Фадль ибн Яхья
Фадль ибн Яхья (765/766 — 803/809) — Бармакид, сын визиря Яхьи, внук визиря Халида; приходился молочным братом халифу Харуну ар-Рашиду (786—809), а его брат Джафар был ближайшим другом халифа.
Знаменитая семья Бармакидов в течение более чем 50 лет управляла государственными делами первых Аббасидов и содействовала примирению побеждённых персов с арабами. В этом направлении действовал и Фадл, назначенный в 792 году правителем Армении, Азербайджана, Мидии и Прикаспийских областей, а в 794 году — ещё и Хорасана.
В 803 году Фадль вместе со всей династией Бармакидов был низвергнут халифом, которому надоела визирская опека.